# Ghosts (album)
Pour les articles homonymes, voir Ghosts.
Albums de Strawbs
Hero and Heroine
(1974) Nomadness
(1975)
Ghosts, sorti en 1975, est le huitième album studio du groupe rock progressif britannique Strawbs.
Ghosts (Fantômes) est un clin d'œil à l'œuvre du même nom de la romancière américaine Edith Wharton. 
L'album a été en partie enregistré à la chapelle de la prestigieuse école Charterhouse dans le Surrey, là même où les futurs membres de Genesis, Peter Gabriel, Tony Banks, Mike Rutherford et Anthony Phillips, se sont connus et ont donné naissance au groupe qui les rendrait célèbres. 

## La couverture
La photographie de couverture - qui apparaît également au dos dans une version différente - est dans le plus pur style des épreuves photographiques de William Hope, un photographe britannique de l'époque victorienne et edwardienne, qui produisit de nombreux clichés spirites représentant des personnes décédées, et fut finalement dénoncé pour trucages et escroquerie. 

## Liste des chansons

### Face 1
1. Ghosts - 8:33
Sweet Dreams
Night Light
Guardian Angel
2. Lemon Pie - 4:01
3. Starshine/Angel Wine - 5:15
Starshine
Angel Wine
4. Where Do You Go (When You Need a Hole to Crawl In) - 3:02

### Face 2
1. The Life Auction - 6:53
Impressions of Southall from the Train
The Auction
2. Don't Try to Change Me - 4:28
3. Remembering - 1:00
4. You and I (When We Were Young) - 4:00
5. Grace Darling - 3:55

## The Strawbs
- David Cousins : chant, guitares acoustique et électrique, flûte à bec
- Dave Lambert : guitares acoustique et électrique, chant, chœurs
- Chas Cronk : basse, guitare acoustique, chant, chœurs
- John Hawken : piano, piano électrique, clavecin, mellotron, synthétiseur Moog, orgue Hammond, orgue d'église
- Rod Coombes : batterie, percussions, congas, chœurs

## Musiciens additionnels
- Clare Deniz : violoncelle sur Starshine/Angel Wine
- Robert Kirby : arrangements pour la chorale